# Say You’ll Be There
Say You’ll Be There – drugi singel brytyjskiej żeńskiej grupy muzycznej Spice Girls, pochodzący z debiutanckiego albumu Spice (1996). Autorami piosenki są wokalistki zespołu i Eliot Kennedy. Producenci nadali utworowi charakter muzyki pop i R&B. Charakterystyczną solówkę na harmonijce ustnej zagrał Judd Lander. Tekst opowiada o zażyłości członkiń grupy, ale może też odnosić się do relacji romantycznych. Piosenka otrzymała zróżnicowane recenzje krytyków; niektórzy opisywali tekst jako „mylący” i negatywnie wyrażali się o stylu wykonania. Inną dość popularną wersją utworu jest ta wykonana przez duńską wokalistkę MØ.

## Teledysk
Teledysk do utworu „Say You’ll Be There” został zainspirowany filmami „Szybciej koteczku! Zabij! Zabij!” i „Pulp Fiction”. Członkinie zespołu występują w nim jako kontrowersyjne wojowniczki:
- Melanie Chisholm (Sporty Spice) jako „Katrina Highkick”,
- Geri Halliwell (Ginger Spice) jako „Trixie Firecracker”,
- Emma Bunton (Baby Spice) jako „Kung Fu Candy”,
- Victoria Beckham (Posh Spice) jako „Midnight Miss Suki”,
- Melanie Brown (Scary Spice) jako „Blazin' Bad Zula”.

Teledysk wywołał pozytywne reakcje krytyków i zdobył nominacje do nagród „1997 MTV Video Music Awards” i „1997 BRIT Awards”. Zwyciężył w „Smash Hits! Awards” zdobywając tytuł „Best Pop Video 1996”.

## Certyfikaty
- Australia, Francja, Norwegia, USA – złoto
- Wielka Brytania – platyna

## Daty wydania
- 26 września 1996 – Japonia
- 14 października 1996 – Wielka Brytania
- 6 stycznia 1997 – Australia
- 6 maja 1997 – USA